# Thienemanniella antennata
Thienemanniella antennata är en tvåvingeart som beskrevs av Freeman 1953. Thienemanniella antennata ingår i släktet Thienemanniella och familjen fjädermyggor.
Artens utbredningsområde är Zimbabwe. Inga underarter finns listade i Catalogue of Life.